# Wurzelkrippe Rheinbrohl
Die Wurzelkrippe in der Kirche St. Suitbertus in Rheinbrohl wurde 1991 von der Krippenvereinigung ArsKrippana in Losheim als größte künstlerisch gestaltete Wurzelkrippe Europas ausgezeichnet.

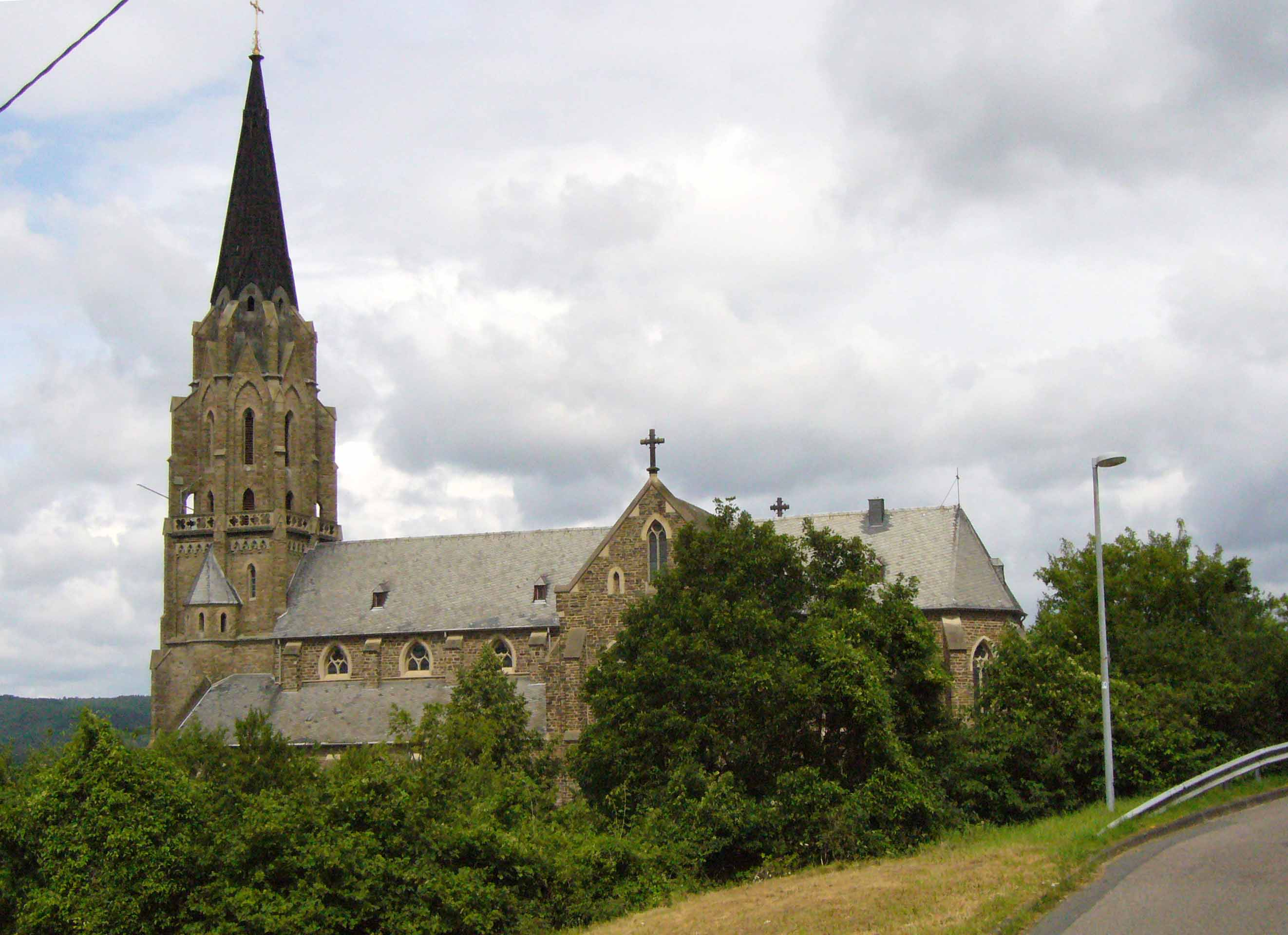
St. Suitbertus

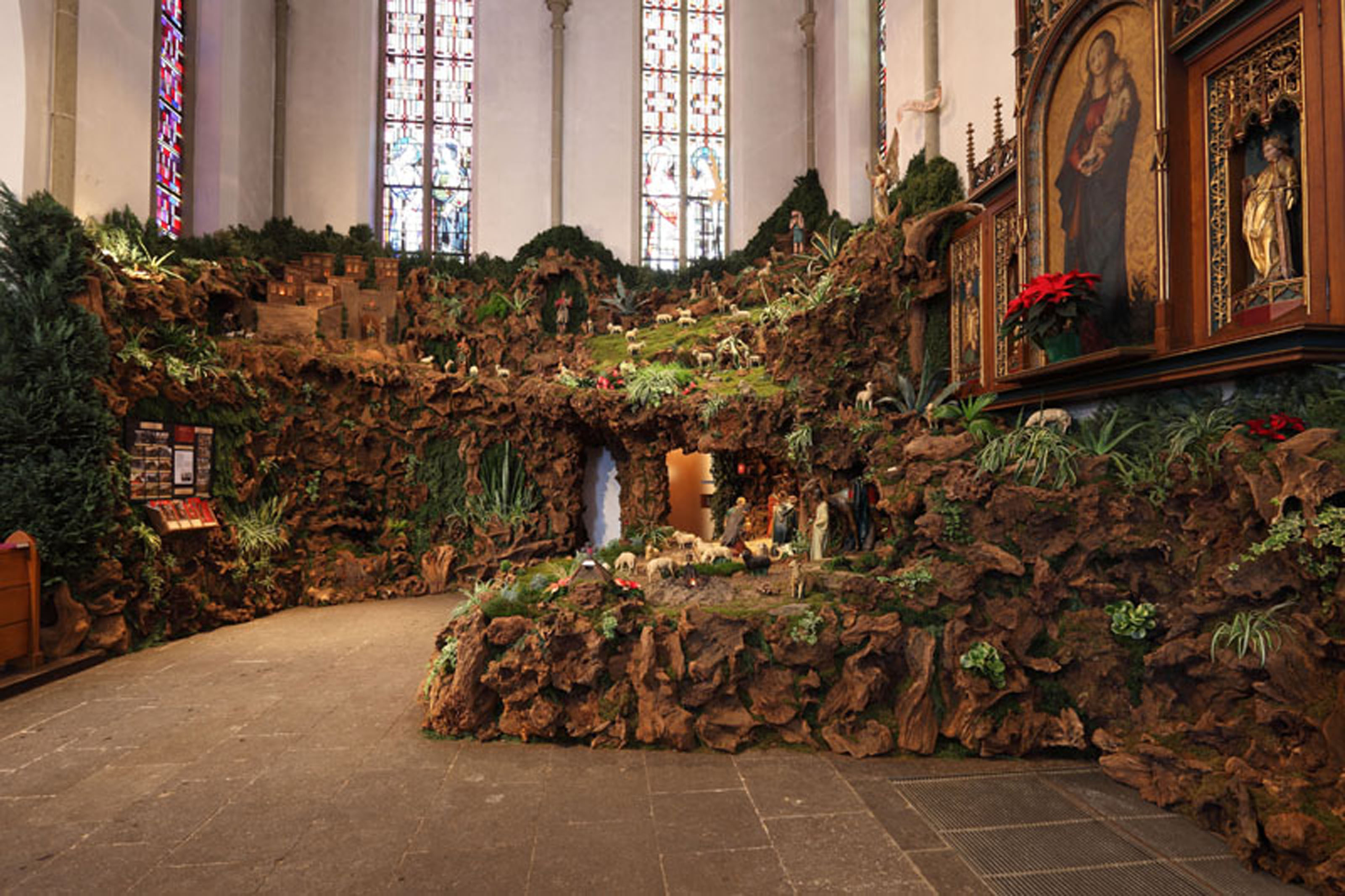
Wurzelkrippe Rheinbrohl

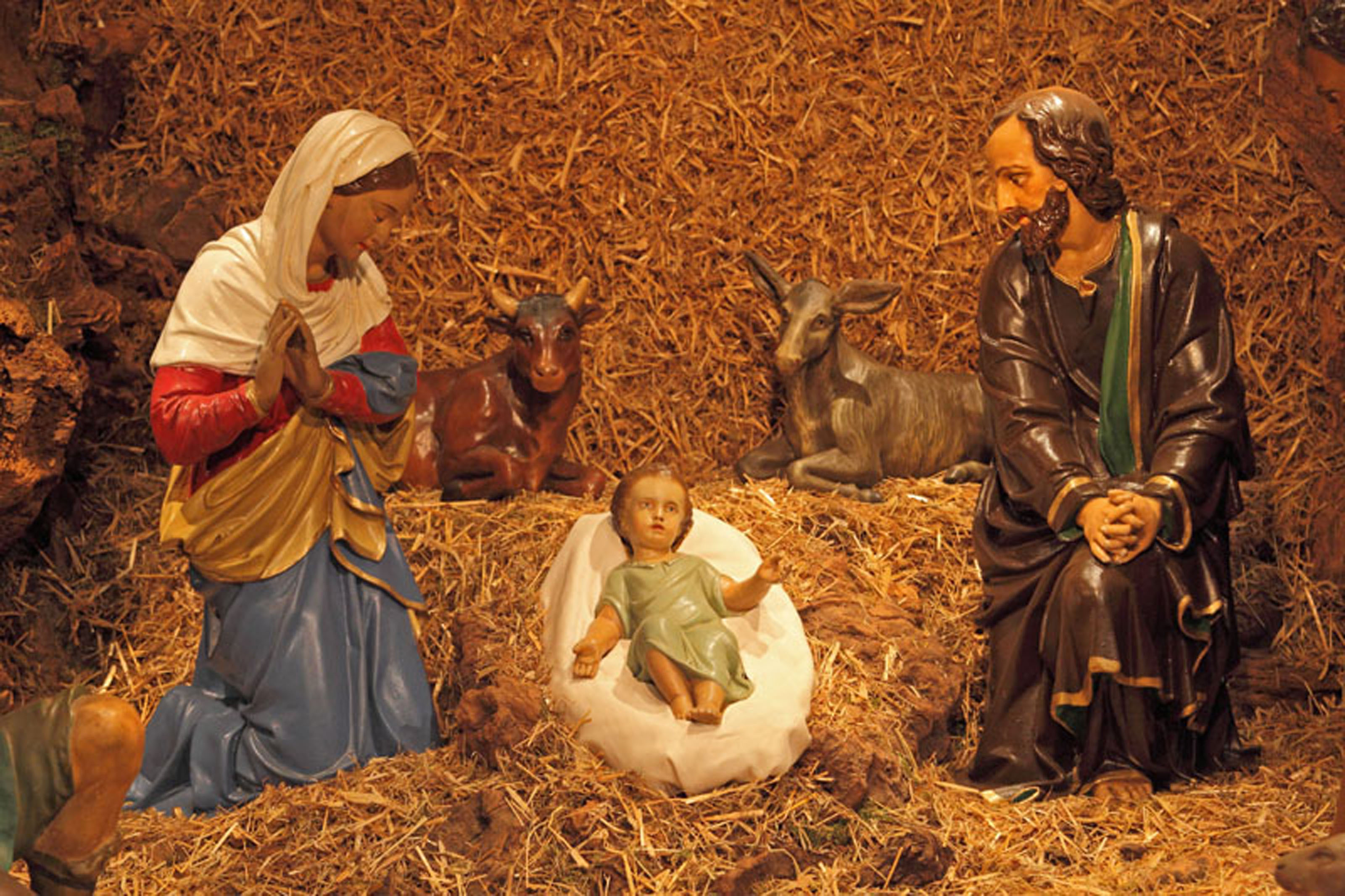
Krippe

## Geschichte
Schon bald nach der Fertigstellung der Kirche 1856 wurde dort zur Weihnachtszeit eine Krippe aufgebaut. 1896 erwarb die Pfarrei  Kunststeinfiguren zur Gestaltung der Krippe, die immer noch verwendet werden. Die Weihnachtskrippe ist jährlich vom 24. Dezember bis zum 2. Februar zu sehen.
In der ersten Hälfte des vorigen Jahrhunderts wurde ein relativ einfacher mit Stroh gedeckter Stall gezimmert und mit Pappmaché und Farbe eine kleine Landschaft darum herum erstellt. 1945 verbrannten nach den schweren Bombenangriffen auf Rheinbrohl fast alle zum Krippenbau benötigten Utensilien, die in einer Scheune aufbewahrt wurden. Nur die Krippenfiguren überstanden den Krieg, sie wurden im Pfarrhaus aufbewahrt. 1946 wurde wieder eine Krippe aufgebaut.
Der ehemalige Messdiener Josef Kurtscheid, der schon 1940 als Siebenjähriger beim Krippenbau half, übernahm im Jahr 1950 den Aufbau und baute seitdem jedes Jahr eine Wurzelkrippe, die immer größer wurde. 1976 erstreckte sich die Wurzelkrippe über die Eingangstür bis zum Querschiff, sodass die Besucher durch die Krippe hindurchgehen konnten. 1991 wurde die komplette Krippe zur Krippenausstellung Krippana in Losheim transportiert und dort ausgestellt.

## Krippenbau
Jedes Jahr treffen sich Anfang November die Rheinbrohler Krippenbauer, um mit dem Bau zu beginnen. Die Bauteile sind in drei Seecontainern gelagert. Zuerst wird ein Gestell aus Paletten Säulen, großen Tischen und Wandstützen errichtet. Danach beginnt der eigentliche Krippenbau, wobei rund 35 Raummeter Wurzelwerk, bis zu 150 Pflanzen, vier Kubikmeter Grünschnitt und fünf Quadratmeter Moos verarbeitet werden. Die Gesamtfläche der Krippe beträgt 56 m² und umfasst die Fläche des nördlichen Querschiffs. Hinter der Krippe erhebt sich ein fünfeinhalb Meter hohes Gebirge, die Ebene mit einem Bachlauf vor der Krippe ragt fast vier Meter in den Raum.
Am Dreikönigstag werden die Heiligen Drei Könige mit Gefolge aufgestellt. Insgesamt befinden sich 69 Figuren in der Krippenlandschaft. An der höchsten Erhebung ist der Verkündigungsengel mit dem Weihnachtsstern darüber zu sehen, in der Nordwestecke steht auf der Höhe die Burg des Herodes. Einige Tage vor Weihnachten wird der gesamte Kirchenraum weihnachtlich geschmückt und am Heiligen Abend fällt der Vorhang, hinter dem die Wurzelkrippe versteckt war.
Der Aufbau der Krippe dauert ungefähr 1200 Personen-Stunden.